# Kizahasi Hama
Kizahasi Hama är en strand i Antarktis. Den ligger i Östantarktis. Norge gör anspråk på området. Kizahasi Hama ligger vid sjöarna  Oyako Ike Naga Ike Bosatsu Ike Jizo Ike Kikuno Ike Kuwai Ike Hotoke Ike Nyorai Ike och Misumi Ike.